# SRWare Iron
SRWare Iron, o simplemente Iron, es un navegador web basado en Chromium, principalmente enfocado a eliminar el seguimiento o rastreo de uso (usage tracking, en inglés) que el navegador Google Chrome incluye.

## Descripción
Iron incluye notables características únicas. En contraste con Chrome, implementa la última versión de WebKit (motor de renderizado) e incluye una función de bloqueo o filtro de anuncios web. Una especulación común es que la característica de bloqueo de anuncios en Chrome no estará nunca realizada completamente porque excluiría los anuncios incluidos por Google en las respuestas a las búsquedas
El 11 de agosto de 2010 Microsoft ha actualizado la página web BrowserChoice.eu para incluir Iron como una de las opciones posibles.

## Historia del desarrollo
Iron fue lanzado por primera vez el 18 de septiembre de 2008, 16 días después de la publicación inicial de Chrome. De acuerdo a los desarrolladores de Iron, el código fuente de Chromium fue ampliamente modificado con el fin de eliminar cualquier funcionalidad relacionada con el seguimiento. El 22 de enero de 2009, fue liberada una versión de desarrollo.
Las versiones más recientes de Iron desde que ha sido liberado, han adquirido las características del código de base subyacente de Chrome, incluyendo soporte para temas, la posibilidad de cambio de agente de usuario, un sistema de extensiones, y soporte mejorado para Linux. Con la salida de chrome 28 Iron sigue a la par del mismo usando ahora Blink, nuevo motor java script..
El 7 de enero de 2010 se publicó la primera versión para Mac OS X.

## Diferencias con Chrome
Las siguientes funciones de Google Chrome se han eliminado o desactivado en Iron:
- RLZ identifier: Una cadena codificada enviada junto con todas las consultas a Google[8] o cada 24 horas.
- No tiene como página de inicio por defecto la página de búsqueda de Google, como motor de búsqueda predeterminado[9][8]
- Un identificador (ID) único ("clientID") para identificar al usuario en los registros de accesos.
- Una marca de tiempo (Timestamp) de cuando fue instalado el navegador.
- Páginas de error alojadas en servidores de Google, cuando no se encuentra un servidor.
- Instalación automática de "Google Updater".
- DNS "pre-fetching".
- Sugerencias automáticas de búsquedas en la barra de direcciones.
- Sistema de seguimiento de errores que envía  información sobre cuelgues del navegador o errores.
- Las llamadas a URL-Tracker, dependiendo de la configuración, no se hacen en SRWare Iron.
- SRWare Iron incluye un bloqueador de publicidad (adblocker) y permite modificar el agente de usuario (User-Agent) mediante el fichero UA.ini.